# Ховард, Джеймс Патрик
Джеймс П. Ховард — американский математик в Лаборатории прикладной физики Джонса Хопкинса, где он работает в качестве ученого по данным и статистика.

## Ранний период жизни
Ховард родился в Дейтоне, штат Огайо, и учился в школах юго-западного Огайо. Он изучал математику в Мэрилендском университете в Колледж-Парке, экологию в Университете Джонса Хопкинса и общественную политику в Балтиморском университете. В 2014 году он защитил свой докторат по общественной политике в Университете Мэриленда, Балтиморском Каунти. Его исследования были посвящены экономическим затратам на национальную программу страхования от наводнений.

## Карьера
Он является ученым в Лаборатории прикладной физики Джонса Хопкинса, где его работа сосредоточена на науке о данных. Кроме того, он возглавлял исследовательские проекты по блокчейну, дополненной реальности и общественному здравоохранению. Ховард также поддерживает пакет R под названием «phonics», предназначенный для управления фонетическими написаниями в R.
Ховард вступил в состав комиссии по апелляциям округа Ховард в 2011 году, где он принимал участие в нескольких спорных решениях по использованию земель. Кроме того, Ховард является членом Оборонительных сил Мэриленда с 2006 года, где он занимал должность начальника информационного управления. Он также был членом Комиссии по пересмотру Устава округа Ховард в 2019 году и рекомендовал изменения, направленные на сделать перераспределение независимым и защищенным от политического влияния. Ховард баллотировался на должность члена Палаты делегатов Мэриленда в 2018 году и на должность делегата на Национальную конвенцию Демократической партии 2020 года, выступая в поддержку Элизабет Уоррен.